# Nikotinamid-adenin-dinukleotidfosfat

Nikotinamid-adenin-dinukleotid-fosfat (NADP+ eller – i en ældre skrivemåde – trifosopyridin nukleotid (TPN)) bruges i flere stofskifteprocesser, som f.eks. i dannelsen af lipid og nukleinsyrer, der forudsætter NADPH som reducerende faktor. 
NADPH er den reducerede form af NADP+, og NADP+ er omvendt den oxiderede form af NADPH.

## Hos planter
I grønkornene bliver NADP reduceret af enzymet ferredoxin-NADP+ reduktase i det sidste trin af elektrontransportkæden i den lyskrævende fase af fotosyntesen. Det NADPH, der bliver dannet, bruges derpå som reducerende faktor i de biosyntetiske processer i Calvins cyklus (den ikke-lyskrævende del af fotosyntesen).
NADP-ionerne i fotosyntesen kan betragtes som molekyler, der ”trækker” brint-ioner med sig (i de lyskrævende cyklus'er), hvor efter de bliver brugt i den ikke-lyskrævende Calvins cyklus til at fremstille kulhydrater.

## Hos dyr
Den oxidative fase af pentose-fosfat-vejen er hovedkilden til NADPH i cellerne. 
NADPH udgør den reducerende faktor i de biosyntetiske processer og under de oxidation-reduktion forløb, der indgår i beskyttelsen mod giftigt ROS (reaktive oxygen species eller frie radikaler). 
NADPH bruges også i stofskiftesystemer som f.eks. lipidsyntese, kolesterolsyntese og fedtsyreomdannelser.
Stoffet er kilde til de reducerende dele af cytokrom 450, til hydroxylering af aromatiske stoffer, steroider, alkoholer og forskellige andre sekundære stofskifteprodukter.